# Cal Noi (Les Borges del Camp)
Cal Noi és una casa del municipi de les Borges del Camp inclosa en l'Inventari del Patrimoni Arquitectònic de Catalunya.

## Descripció
És una casa de tipus renaixentista popular, de planta baixa i un pis, amb una porta d'entrada que presenta un arc de mig punt adovellat de pedra calcària i poques obertures. El parament és de paredat, amb afegitons i reforços de maons. A l'entrada de la planta baixa hi ha un arc adovellat gairebé el·líptic. S'han bastit alguns envans nous.

## Història
La tradició popular diu que aquesta casa és la més antiga de la vila. La porta i altres elements podrien ser del segle xvi. No es coneixen, però, documents referits a aquesta casa. Cal Noi és un renom recent de la vila, d'uns trenta anys ençà.